# 創始9人
創始9人（英語：Original 9）指的是9位女子職業網球運動員，包括比利·简·金、罗斯玛丽·卡萨尔斯、南希·里奇、克里斯蒂·佩珍、瓦萊莉·澤根芙絲、桃子·巴特考維克茲、朱莉·海爾德曼、朱迪·特加特-多尔顿、克丽·梅尔维尔，她們為了突破網球公開賽年代之初各大網球賽事對女子球員的不公平待遇，於1970年9月23日在美國休士頓聚會，以1美元與世界網球雜誌的創辦人格拉迪絲·海爾德曼簽約，展開新的女子職業網球巡迴賽，即維吉尼亞菸草巡迴賽。隨著之後加入巡迴賽的球員迅速增加，在1973年成立現今國際女子網球協會。2021年，創始9人因帶領網球運動進入新時代的貢獻，共同獲得推薦進入國際網球名人堂。

## 背景
1968年，網球運動迎來公開賽年代，這項改革讓職業與業餘網球運動員同場競技，不再限制球員參加巡迴賽的種類，並且讓頂尖網球運動員可以靠參加巡迴賽的獎金維生。然而，這項網球運動的革命並沒有改變女子運動員獎金低於男子運動員的不平等情況，甚至在杰克·克雷默主持的西南太平洋巡迴賽中，男子單打冠軍的獎金是女子單打冠軍的8倍。